# دار الخيال (الحد)

تعديل مصدري - تعديل

دار الخيال هي إحدى قرى عزلة الحد بمديرية الحد التابعة لمحافظة لحج، بلغ تعداد سكانها 136 نسمة حسب تعداد اليمن لعام 2004.